# Smile (G-Unit)
"Smile" is een single van Beg for Mercy, het debuutalbum van Amerikaanse rapgroep G-Unit. Het nummer werd geproduceerd door No I.D. en bevat een sample van "I Too Am Waiting" van Syreeta. Het werd uitgebracht als promotie voor het debuutalbum van Lloyd Banks, The Hunger for More.

## Achtergrond
Het grootste gedeelte van de track wordt gerapt door Lloyd Banks. 50 Cent functioneert als achtergrond en zingt herhaaldelijk "Wanna be the reason you smile". Young Buck is niet te horen op de track. In de video zijn beelden te zien van Lloyd Banks van kind tot volwassene. Banks' jongere versies worden gespeeld door zijn twee broers. Voormalig G-Unit-lid Olivia verschijnt ook in de video. 50 Cent gaf aan dat "Smile" zijn favoriete nummer is op het album Beg for Mercy, omdat hij het gevoel had dat hij hiermee het begin gezet had voor de carrière van Lloyd Banks, waarna die laatste met zijn eigen materiaal verder kon. Dit laatste werd twee maanden later bewezen met het succes van Lloyd Banks' debuutalbum The Hunger for More.

## Credits[2]
- Geschreven door: C. Jackson, C. Lloyd, E. Wilson, C. Roberson, L. Ware, S. Wright
- Geproduceerd door: No I.D. voor Face the Movement, LLC
- Gemixt door: Pat "Pat Em Down" Viala voor Loreal Inc. en Sha Money XL
- Geassisteerd door: Josh McDonnel
- Bevat elementen van: "I Too Am Waiting" door Syreeta